# Gaspeïta
La gaspeïta és un mineral de la classe dels carbonats, que pertany al grup de la calcita. S'anomena així per la seva localitat tipus, la Panínsula de Gaspé, Lemieux, Quebec, Canadà. Va ser descrita per primer cop pels mineralogistes Kohls i Rodda l'any 1966. Forma part del grup de la calcita i forma sèrie amb la magnesita.

## Característiques
La gaspeïta és un carbonat de fórmula química NiCO₃. Cristal·litza en el sistema hexagonal. La seva duresa a l'escala de Mohs és 4,5 a 5. Normalment el mineral es troba en forma de romboedres de color verd clar, també en agregats nodulars. Segons la IMA és un carbonat de níquel pur, tot i que és freqüent la presència d'impureses de ferro i magnesi, fet pel qual en moltes classificacions antigues encara apareix com a carbonat d'aquest tres elements. Forma solució sòlida amb la magnesita (MgCO₃), en la que mitjançant la substitució gradual de níquel per magnesi genera els diferents minerals intermedis de la sèrie.

## Classificació
Segons la classificació de Nickel-Strunz, la gaspeïta pertany a «05.AB: Carbonats sense anions addicionals, sense H₂O, alcalinoterris (i altres M2+)» juntament amb els següents minerals: calcita, magnesita, otavita, rodocrosita, siderita, smithsonita, esferocobaltita, ankerita, dolomita, kutnohorita, minrecordita, aragonita, cerussita, estroncianita, witherita, vaterita, huntita, norsethita, alstonita, olekminskita, paralstonita, baritocalcita, carbocernaïta, benstonita i juangodoyita. Segons la classificació de Dana la gaspeïta és un carbonat classificat en el grup 14.1.1.8: Carbonats anhidres normals de fórmula A(XO₃).

## Formació i jaciments
La gaspeïta es forma en regòlits com a mineral d'enriquiment supergènic a partir de sulfurs de níquel; generalment en ambients àrids o semiàrids que produeixen condicions adequades per a la concentració de minerals carbonats en el perfil de meteorització.
La gaspeïta es forma de manera semblant a altres processos de formació de carbonats a partir de minerals sulfurs; els minerals que a partir d'una meteorització poden produir gaspeïta són la pentlandita, la violarita, la mil·lerita i rarament la niquelina.
Els indrets on s'hi pot trobar són força escasos. Als territoris de parla catalana només ha estat descrita a la mina Eugenia, a Bellmunt del Priorat.